# Oś (powiat Kluczborski)
Oś (Duits: Marienfeld) is een dorp in de Poolse woiwodschap Opole. De plaats maakt deel uit van de tweetalige gemeente Lasowice Wielkie en telt 62 inwoners.